# Espectròmetre de rajos X de partícules alfa
APXS és també una abreviatura per eina d'extensió de l'apatxe, una extensió per servidors de web de l'apatxe.
Un espectròmetre de rajos X de partícules alfa (o APXS per les seves sigles en anglès: alpha particle X-ray spectrometer) és un espectròmetre que analitza la composició d'elements químics d'una mostra de les partícules alfa disperses i els rajos X fluorescents després de la mostra s'irradia amb partícules d'alfa i rajos X de fonts radioactives. Aquest mètode d'anàlisi de la composició elemental d'una mostra s'utilitza més sovint en missions espacials, que requereixen poc pes, mida reduïda i un mínim consum d'energia. Altres mètodes (per exemple, espectrometria de masses) són més ràpids i no requereixen l'ús de materials radioactius, sinó que requereixen equips més grans amb requisits d'energia menys modests. Una variació és l'espectròmetre de raigs X de protons alfa, com en la missió Pathfinder, que també detecta protons.
Al llarg dels anys, s'han volat diverses versions modificades d'aquest tipus d'instruments com APS (sense espectròmetre de raigs X) o APXS: Surveyor 5-7, Mars Pathfinder, Mars 96, Mars Exploration Rover, Fobos, Mars Science Laboratory i el mòdul d'aterratge Philae al cometa. Els dispositius APS / APXS s'inclouran en diverses missions properes, inclosa l'astromòbil lunar Chandrayaan-2.

## Partícules d'alfa

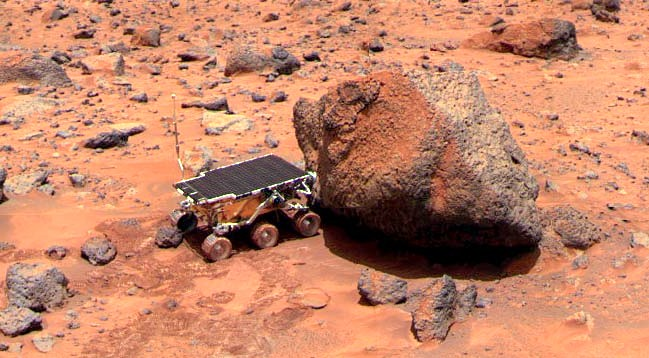
Sojourner pren la seva mesura APXS de la roca Yogi.

Algunes de les partícules alfa d'una energia definida es retrodispersen al detector si col·lideixen amb un nucli atòmic. Les lleis físiques per a la retrodispersió de Rutherford en un angle proper a 180° són la conservació de l'energia i conservació del moment lineal. Això el fa possible per calcular la massa del nucli copejat per la partícula d'alfa.
Els elements lleugers absorbeixen més energia de la partícula alfa, mentre que les partícules alfa es reflecteixen en nuclis gruixuts gairebé amb la mateixa energia. L'espectre energètic de la partícula alfa dispersa mostra pics del 25% fins a gairebé el 100% de les partícules alfa inicials. Aquest espectre permet determinar la composició de la mostra, especialment per als elements més lleugers. La baixa taxa de retrodispersió fa que sigui necessària una irradiació perllongada, aproximadament 10 hores.

## Protons
Algunes de les partícules alfa són absorbides pels nuclis atòmics. El procés [alfa, protó] produeix protons d'una energia definida que es detecten. El sodi, el magnesi, el silici, l'alumini i el sofre poden ser detectats per aquest mètode. Aquest mètode només es va utilitzar en el Mars Pathfinder APXS. Per als Mars Exploration Rovers el detector de protons va ser reemplaçat per un segon sensor de partícules alfa.

## Raig X
Les partícules alfa també són capaços d'expulsar electrons de la capa interior (capa K i L) d'un àtom. Aquestes vacants s'omplen amb electrons procedents de les capes exteriors, que donen lloc a l'emissió d'un raig X característic. Aquest procés es denomina emissió de raigs X induït per partícules i és relativament fàcil de detectar i té la millor sensibilitat i resolució per als elements més pesants.

## Instruments específics
- Alfa-X, pel mòdul de descens DAS a Fobos 1 i Fobos 2.[6][11]
- ALPHA, per als mòduls d'aterratge Mars 96. Col·laboració entre Alemanya, Rússia, i EUA.[12]
- Espectròmetre de rajos x de protons alfa, per al Mars Pathfinder per l'Institut Max Planck i la Universitat de Chicago.[13]
- Espectròmetre de rajos x de partícules alfa, per l'Spirit  (MER-A) i Opportunity (MER-B) Mars Exploration Rovers.[14][15]
- Espectròmetre de rajos X de partícules alfa, per la Curiosity (MSL). L'investigador principal de l'APXS de la Curiosity és Ralf Gellert, físic de la Universitat de Guelph, Ontario, Canadà. Va ser desenvolupat i finançat per l'Agència Espacial Canadenca, amb operacions també recolzades per l'administració espacial de Guelph i dels Estats Units.[16]
- Espectròmetre de rajos X de partícules alfa, per Philae, pel mòdul d'aterratge de l'Agència Espacial Europea unit a la Rosetta, per estudiar el cometa 67P/Churyumov–Gerasimenko.[7]

## Galeria

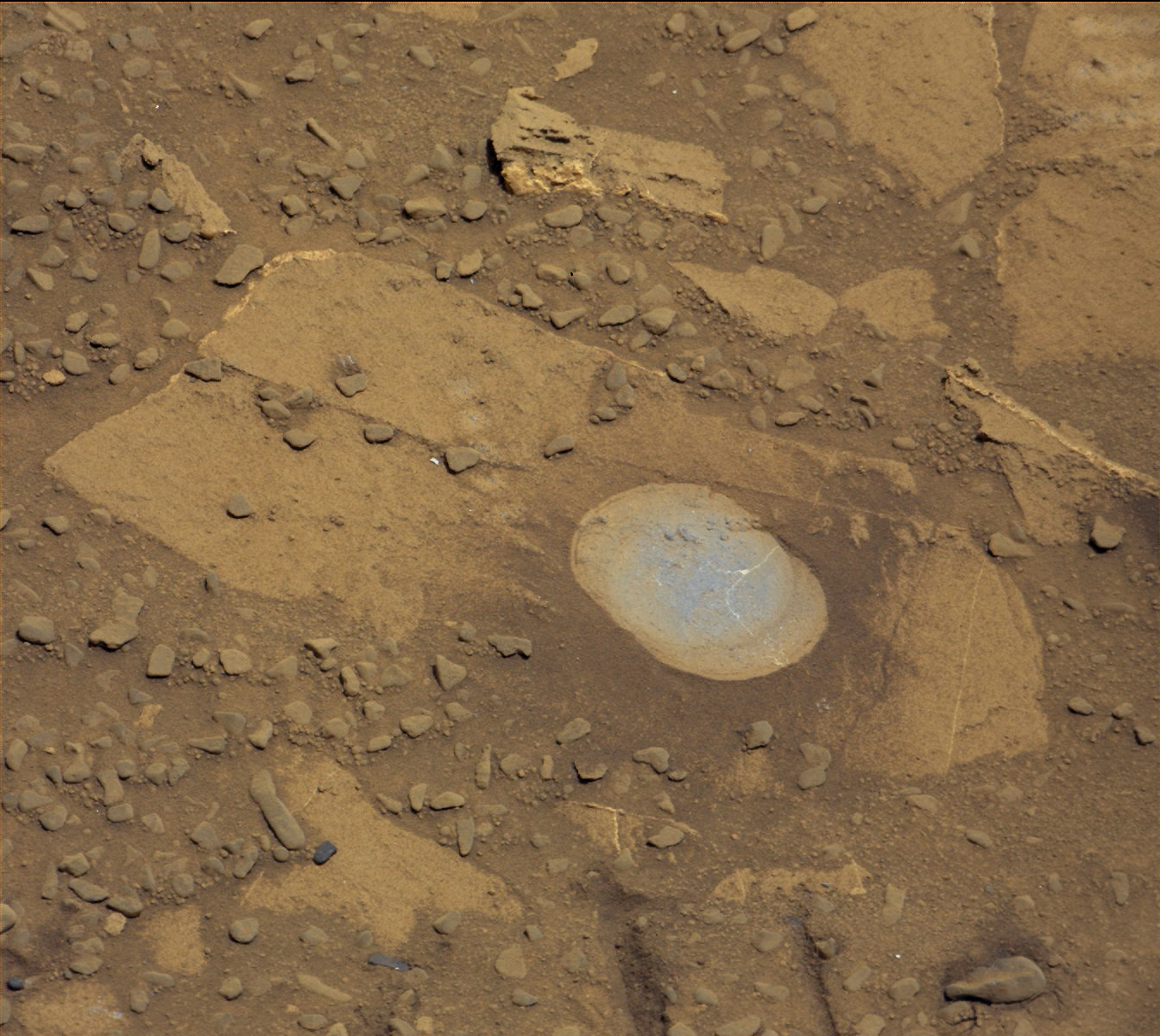
Roca "Bonanza King" a Mart – netejada amb l'"Eina d'eliminació de pols" (17 d'agost de 2014).
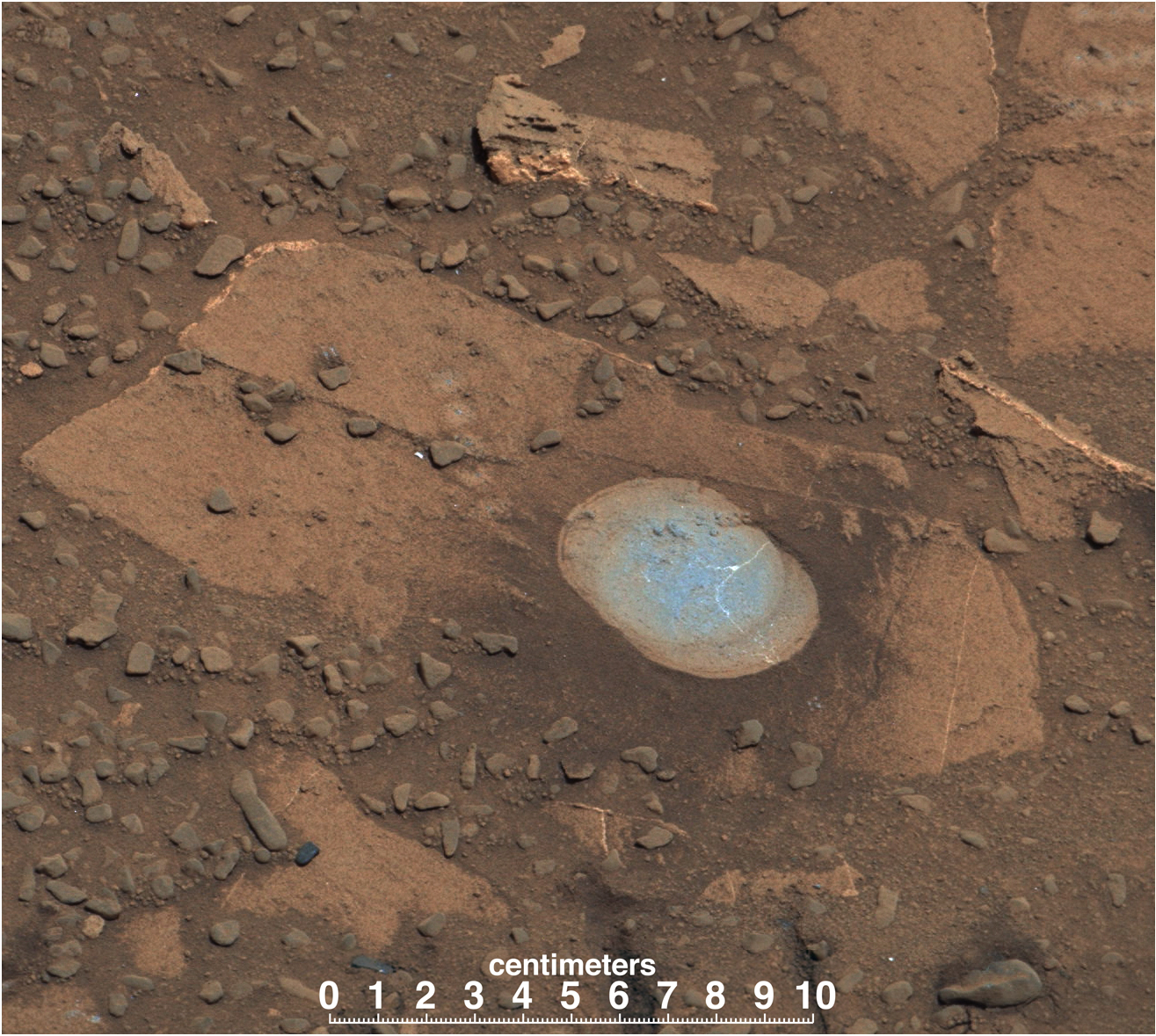
Roca "Bonanza King" a Mart - desempolsada i inicialment perforada (11 de setembre de 2014).
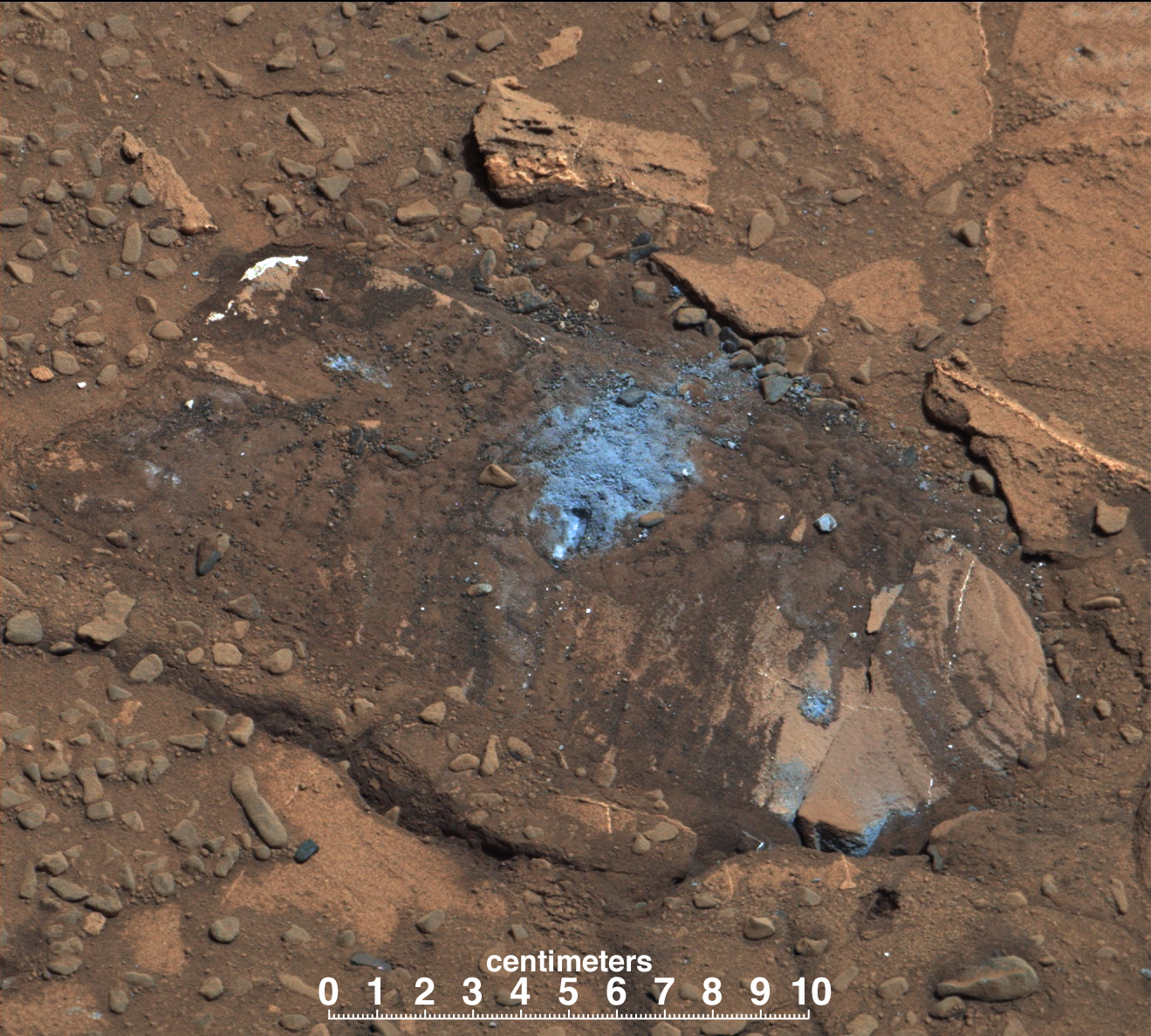
Roca "Bonanza King" a Mart - la perforació es va aturar a causa de la roca solta (11 de setembre de 2014).
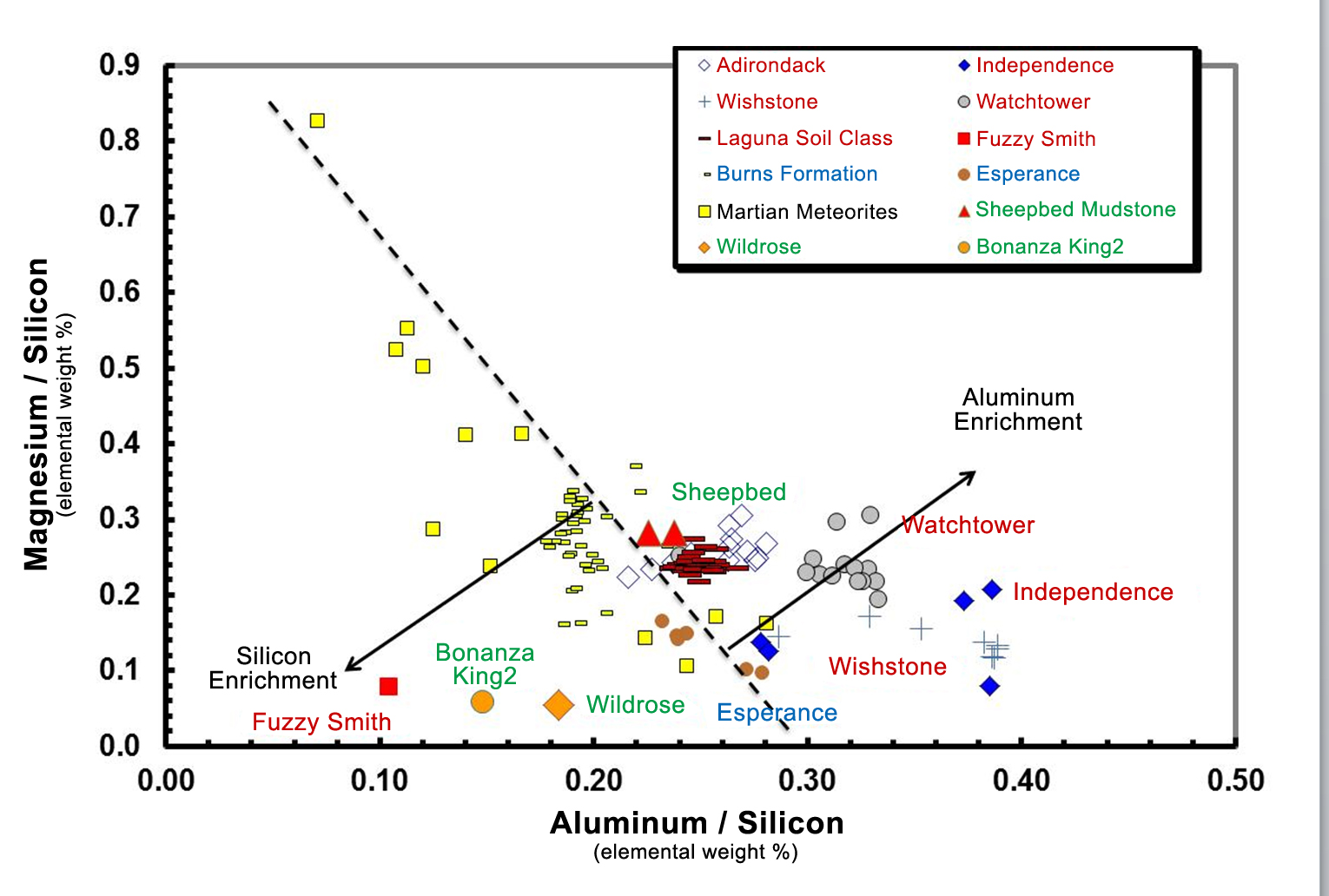
Roca "Bonanza King" a Mart - anàlisi APXS (rover Curiosity, 11 de setembre de 2014).